# Mister Supranational 2017
Mister Supranational 2017 foi a 2ª edição do concurso de beleza masculino de Mister Supranational. A cerimônia contou com a participação de trinta e quatro (34) Países com seus respectivos candidatos ao título. Realizado no dia 2 de Dezembro, o concurso foi televisionado pela Polsat direto do Centro Municipal de Recreação de Krynica-Zdrój, na Polônia, com semifinal e provas eliminatórias em Poprad, na Eslováquia. A competição é comandada por Gerhard von Lipinski, da Nowa Scena, sob licença da World Beauty Association gerida por Marcela Lobón. Diego Garcy, campeão do ano anterior, passou a faixa para o grande vencedor, Gabriel Correa, da Venezuela.

## Resultados

### Colocações

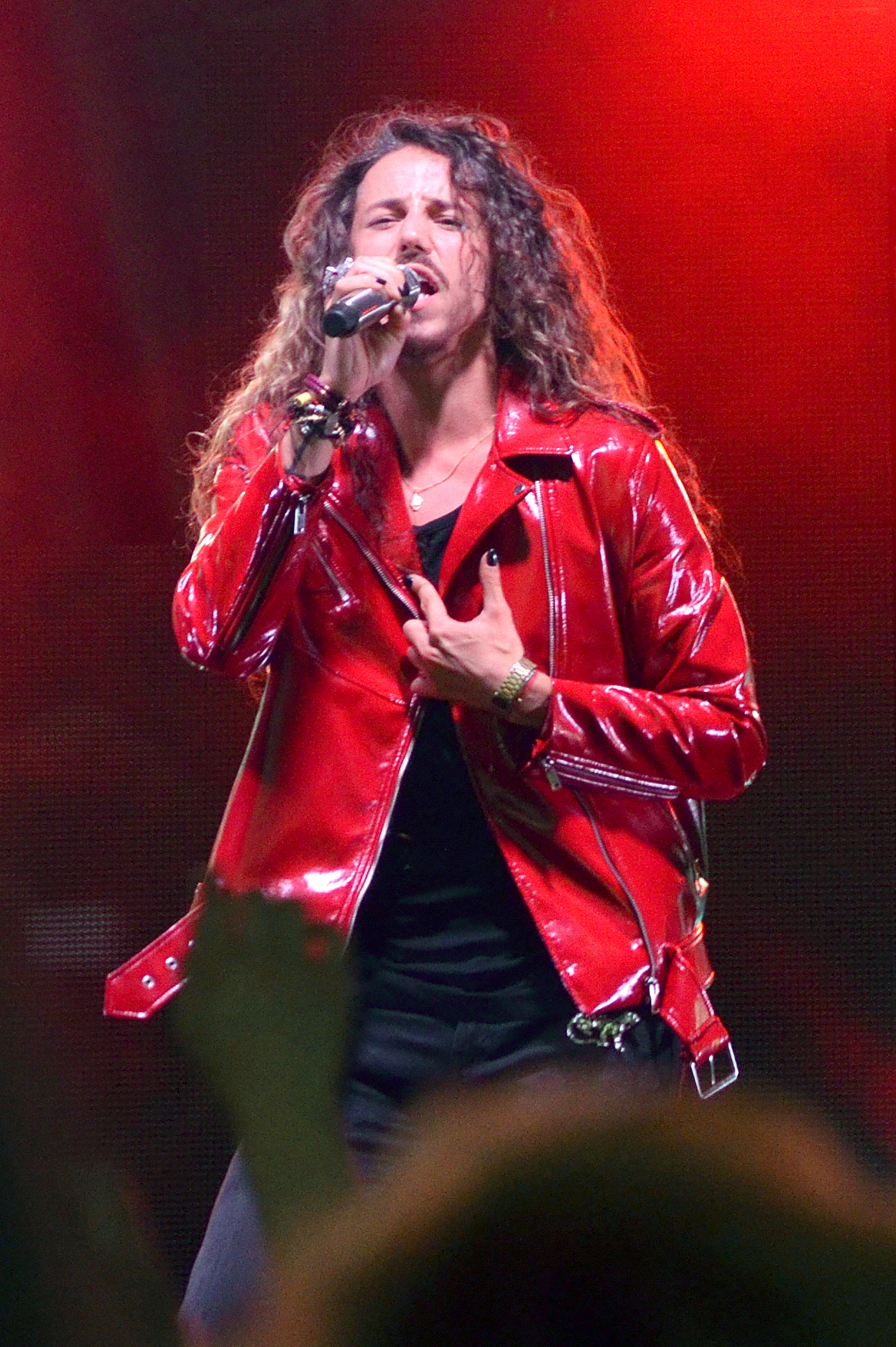
Atual jurado do The Voice of Poland e o melhor colocado da Polônia (em 13 anos) no concurso Eurovision Song Contest 2016, o cantor polaco Michał Szpak se apresentou durante a final do certame.
| Posição                                           | País e Candidato |
| Vencedor                                          | - Venezuela - Gabriel Correa |
| 2º. Lugar                                         | - Espanha - Alejandro Cifo |
| 3º. Lugar                                         | - Brasil - Matheus Song |
| 4º. Lugar                                         | - Eslováquia - Michal Gajdosech |
| 5º. Lugar                                         | - México - Héctor Parga |
| Top 10 Semifinalistas (Em ordem de classificação) | - Malta - Justin Axiak - Índia - Altamash Faraz - Estados Unidos - Cody Ondrick - Polônia - Jan Dratwicki - Indonésia - Gilbert Pangalila |
| Top 20 Semifinalistas (Em ordem de classificação) | - Chile - Alfonso Bernal - Romênia - Mihai Pintilie - Porto Rico - Alexander Ortiz - Japão - Takanori Uekusa - Suriname - Arthur Nóbrega - Panamá - Alan Valdés - Afeganistão - Hamid Noor - Mianmar - Htoo Ant Lwin - Países Baixos - Ferdi Çağlayan - Filipinas - Yves Campos |

### Prêmios Especiais
O concurso distribuiu os seguintes prêmios:

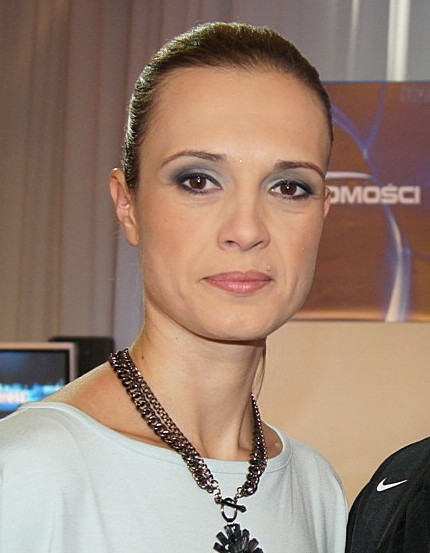
A apresentadora e jornalista polonesa Paulina Chylewska foi uma das cerimonialistas da noite, ao lado de Davina Reeves.
| Prêmio               | País e Candidato                  |
| Mister Simpatia      | - Bolívia - Rubén Herrera         |
| Mister Fotogenia     | - Espanha - Alejandro Cifo 2      |
| Mister Elegância     | - Índia - Altamash Faraz          |
| Mister Personalidade | - Canadá - Guillaume Carignan     |
| Mister Melhor Físico | - Eslováquia - Michal Gajdosech   |
| Mister Social Media  | - Romênia - Mihai Pintilie        |
| Mister Top Model     | - Brasil - Matheus Song           |
| Mister Semilac       | - Polônia - Jan Dratwicki         |
| Mister Vodi™         | - Indonésia - Gilbert Pangalila 1 |

1. O favorito dos usuários do aplicativo "Vodi™" garantiu vaga no Top 10.
2. Candidato eleito pelo fotógrafo Leonardo Rodrigues que estava cobrindo o evento.

### Ordem dos Anúncios
| 1. Malta 2. Países Baixos 3. Venezuela 4. Espanha 5. Mianmar 6. Romênia 7. Japão 8. Eslováquia 9. Brasil 10. Polônia 11. Índia 12. Panamá 13. Indonésia 14. Estados Unidos 15. México 16. Filipinas 17. Chile 18. Afeganistão 19. Porto Rico 20. Suriname | 1. Indonésia 2. Venezuela 3. Malta 4. Espanha 5. Eslováquia 6. Polônia 7. México 8. Brasil 9. Índia 10. Estados Unidos |  |  |

## Jurados
| Ajudaram a selecionar o vencedor: 1. Halina Mlynkova, cantora; 2. Ewa Zakrzewska, modelo plus size; 3. Jenny Kim, Miss Supranational 2017; 4. Agnieszka Hyży, apresentadora de tv; 5. Tamara Almeida, Miss Mundo Brasil 2008; 6. Gerhard von Lipiński, presidente da "Nowa Scena". 7. Magdalena Bieńkowska, Miss Polônia 2015; 8. Diego Garcy, Mister Supranational 2016; 9. Luiza Avagyan, atleta e personal trainer; 10. Cătălin Botezatu, estilista romeno; 11. Klaudiusz Iciek, hair stylist; | Ajudaram a selecionar os semifinalistas: 1. Lucia Blasková, fotógrafa; 2. Karolina Świetlaga, dançarina e atriz; 3. Srinidhi Shetty, Miss Supranational 2016; 4. Sergey Bindalov, Vice-Mister Supranational 2016; 5. Tamara Almeida, Miss Mundo Brasil 2008; 6. Diego Garcy, Mister Supranational 2016; 7. Katarzyna Tutak, empresária; |

### Avaliação
Cinco etapas preliminares definiram os vinte semifinalistas da competição, estas cinco foram: desfile em moda praia, em traje de gala, entrevista, star quality e comportamento/disciplina durante o confinamento do concurso. Alguns resultados parciais foram divulgados durante a transmissão final. Após o anúncio dos vinte classificados, os pontos atribuídos nas preliminares foram zerados e todos voltaram a competir de igual para igual.
Os jurados logo em seguida foram encarregados de selecionar apenas nove candidatos que seguiram para o Top 10, já que a última posição foi dada pelos usuários do aplicativo Vodi™, que elegeram o candidato da Indonésia (Gilbert Pangalila). Por fim, os jurados presentes na noite final atribuíram pontos (pontuação definida pela organização, não revelada) à cinco candidatos, tornando-os assim, os cinco primeiros colocados.
O grande vencedor assinou um contrato de trabalho com a Nowa Scena e recebeu a quantia de U$12.000 dólares em dinheiro.

## Programação Musical
As músicas tocadas durante cada parte do concurso:
- Abertura - África & Europa: Million Voices de Otto Knows.
- Abertura - Ásia & Oceania: Dare (La La La) de Shakira.
- Abertura - Américas: We Are One (Ole Ola) de Pitbull com Jennifer Lopez & Claudia Leitte.
- Introdução dos Grupos I, II & II: This One's For You de David Guetta & Zara Larsson.
- Desfile em Traje de Banho: Starboy de The Weeknd.
- Apresentação Musical #1: Color of Your Life de Michał Szpak (Ao vivo).
- Apresentação Musical #2: Don't Poison Your Heart de Michał Szpak (Ao vivo).
- Desfile de Street Wear (OZONEE): New Rules de Dua Lipa.
- Apresentação Musical #3: Listen de Beyoncé por Halina Mlynkova (Ao vivo).
- Fire Department Show (Kzpt Kalisz): Something Just Like This de The Chainsmokers & Coldplay.
- Apresentação Musical #4: Ostatni Raz de Halina Mlynkova (Ao vivo).
- Apresentação Musical #5: Roméo et Juliette, Ah! Je veux vivre por Aleksandra Szmyd (Ao vivo).
- Élégance & Chic Performance: They Don't Know de Disciples.
- Desfile em Traje de Gala: 007 - James Bond: Theme (Remix).
- Apresentação Musical #6: Real Hero de Michał Szpak (Ao vivo).

## Quadro de Prêmios

### Misters Continentais
Os melhores candidatos colocados por continente:
| Prêmio         | País e Candidato                |
| África         | - Etiópia - Tewolde Kiflom      |
| Américas       | - Estados Unidos - Cody Ondrick |
| Ásia & Oceania | - Índia - Altamash Faraz        |
| Europa         | - Malta - Justin Axiak          |

### A Escolha das Candidatas para o "Mister Elegância"
Durante a gala preliminar, as candidatas do Miss Supranational 2017 elegeram:
| Prêmio | País e Candidato             |
| 1      | - Espanha - Alejandro Cifo   |
| 2      | - Venezuela - Gabriel Correa |
| 3      | - Brasil - Matheus Song      |

### Top 3 dos Fãs do Vodi™ no Desfile Preliminar de Moda Praia
Pelo aplicativo oficial do concurso os fãs votaram nos melhores em traje de banho:
| Prêmio | País e Candidato                |
| 1      | - Indonésia - Gilbert Pangalila |
| 2      | - Índia - Altamash Faraz        |
| 3      | - Filipinas - Yves Campos       |

### A Escolha do Público do Fórum "Missosology"
Abaixo consta o resultado final da enquete:
| Prêmio | País e Candidato                |
| 1      | - Espanha - Alejandro Cifo      |
| 2      | - Estados Unidos - Cody Ondrick |
| 3      | - Brasil - Matheus Song         |

## Candidatos
Disputaram o título este ano:
| País            | Candidato          | I  | A    | Origem                | R      |
| Afeganistão     | Hamid Noor         | 24 | 1.82 | Cabul                 | [ 10 ] |
| Alemanha        | Jan Laskowski      | 18 | 1.88 | Hamburg               | [ 10 ] |
| Bielorrússia    | Dzianis Alkhovik   | 24 | 1.80 | Minsk                 | [ 10 ] |
| Bolívia         | Rubén Herrera      | 24 | 1.87 | Santa Cruz            | [ 11 ] |
| Brasil          | Matheus Song       | 23 | 1.82 | Joinville             | [ 12 ] |
| Canadá          | Guillaume Carignan | 21 | 1.87 | Quebec                | [ 10 ] |
| Chile           | Alfonso Bernal     | 27 | 1.85 | Quintero              | [ 13 ] |
| China           | Haitao Liu         | 30 | 1.84 | Tengzhou              | [ 14 ] |
| Eslováquia      | Michal Gajdosech   | 28 | 1.87 | Štúrovo               | [ 10 ] |
| Espanha         | Alejandro Cifo     | 23 | 1.90 | Don Benito            | [ 15 ] |
| Estados Unidos  | Cody Ondrick       | 22 | 1.80 | Providence            | [ 16 ] |
| Etiópia         | Tewolde Kiflom     | 20 | 1.87 | Adis Abeba            | [ 10 ] |
| Filipinas       | Yves Campos        | 25 | 1.81 | Talisay               | [ 17 ] |
| Gibraltar       | Felix Bothén       | 25 | 1.81 | Gibraltar             | [ 10 ] |
| Índia           | Altamash Faraz     | 25 | 1.83 | Nova Déli             | [ 18 ] |
| Indonésia       | Gilbert Pangalila  | 28 | 1.84 | Surabaia              | [ 19 ] |
| Jamaica         | Franz Christie     | 27 | 1.78 | Kingston              | [ 20 ] |
| Japão           | Takanori Uekusa    | 28 | 1.83 | Tóquio                | [ 21 ] |
| Malta           | Justin Axiak       | 21 | 1.81 | Valeta                | [ 10 ] |
| México          | Héctor Parga       | 24 | 1.86 | Chihuahua             | [ 22 ] |
| Mianmar         | Htoo Ant Lwin      | 22 | 1.84 | Rangum                | [ 10 ] |
| Nova Caledônia  | Bruno Charley      | 21 | 1.78 | Nouméa                | [ 10 ] |
| Panamá          | Alan Valdés        | 28 | 1.86 | Colón                 | [ 23 ] |
| Países Baixos   | Ferdi Çağlayan     | 22 | 1.83 | Baarn                 | [ 24 ] |
| Paquistão       | Raffay Khan        | 26 | 1.81 | Lahore                | [ 10 ] |
| Peru            | Franklin Balarezo  | 30 | 1.82 | Lima                  | [ 10 ] |
| Polônia         | Jan Dratwicki      | 20 | 1.84 | Łódź                  | [ 25 ] |
| Porto Rico      | Alexander Ortiz    | 26 | 1.82 | Cidra                 | [ 26 ] |
| República Checa | David Jaček        | 20 | 1.83 | Nové Město nad Metují | [ 10 ] |
| Romênia         | Mihai Pintilie     | 22 | 1.82 | Bucareste             | [ 10 ] |
| Sri Lanca       | Pathum Subasinghe  | 20 | 1.82 | Milão                 | [ 10 ] |
| Suriname        | Arthur Nóbrega     | 24 | 1.78 | João Pessoa           | [ 27 ] |
| Tailândia       | Aratch Wittayagone | 24 | 1.90 | Chiang Mai            | [ 28 ] |
| Venezuela       | Gabriel Correa     | 28 | 1.88 | Maracay               | [ 29 ] |

## Histórico

### Estatísticas

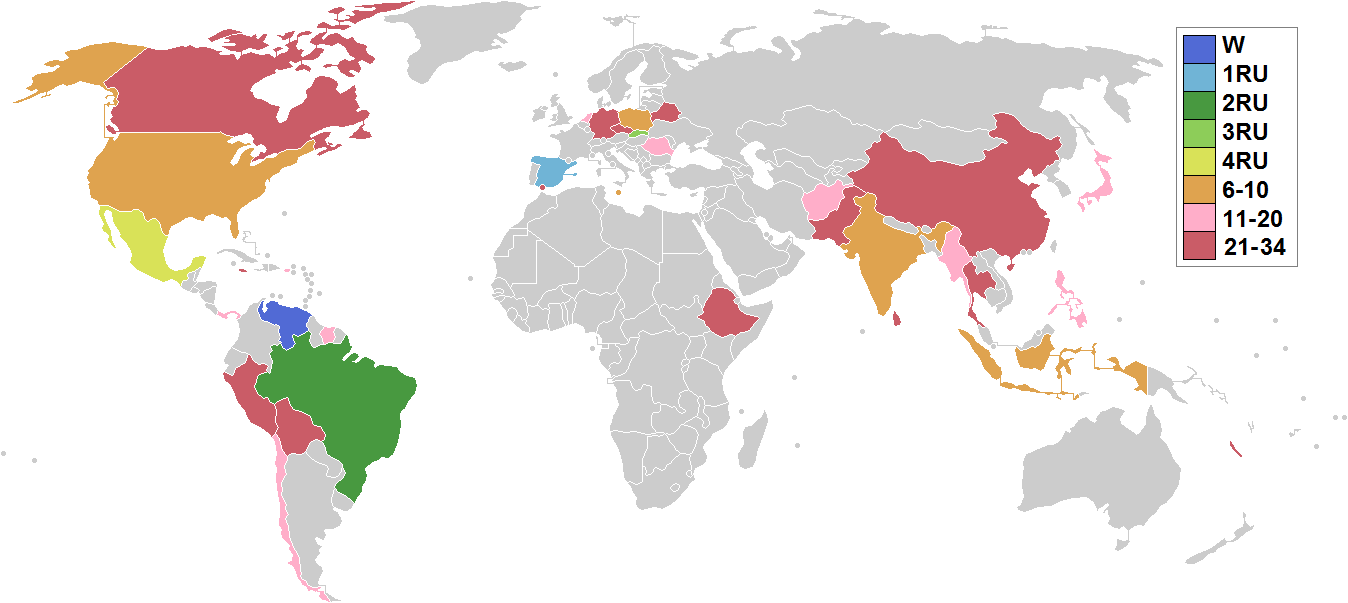
No Mapa-múndi, os países que participaram este ano da competição e suas colocações.

Candidatos por continente:
- Américas: 12. (Cerca de 36% do total de candidatos)
- Ásia: 10. (Cerca de 29% do total de candidatos)
- Europa: 10. (Cerca de 29% do total de candidatos)
- África: 1. (Cerca de 3% do total de candidatos)
- Oceania: 1. (Cerca de 3% do total de candidatos)

### Desistências
- Argentina - Ludovico Paulucci
- Nepal - Shekhar Bista
- Serra Leoa - Ibrahim Mansaray
- Sudão - Faris Usama
- Suíça - Romain Pieren[30]

### Substituições
- Nova Caledônia - Charlie Gislain ► Bruno Charley
- República Checa - Michal Žůrek ► Roman Hein ► David Jaček

| - Angola - Argentina - Bélgica - Dinamarca - Egito - Finlândia - França - Havaí - Paraguai - Reino Unido - Suécia - Suíça - Trindade e Tobago | - Afeganistão - Alemanha - Bolívia - Chile - Gibraltar - Indonésia - Jamaica - Mianmar - Nova Caledônia - Paquistão - Peru |

### Informações sobre os candidatos
| - Bolívia: Primeiro do seu País a disputar o título internacional após ser convidado pela Promociones Gloria, Rubén Herrera Ibáñez de Santa Cruz, tem 24 anos e 1.87m de altura. - Brasil: Primeiro descendente de oriental a vencer um concurso em seu País, Matheus Song é pai de uma menina, faixa preta em Taekwondo e trabalha na loja da família, em Joinville. - Chile: Modelo e dono de um restaurante, o "EntreAmigos Gourmet", Alfonso Bernal é engenheiro civil de formação e vem da pequena Quintero. Tem 27 anos e 1.85m de altura. - China: Modelo e dono de uma agência de modelos, Haitao Liu vem da cidade de Tengzhou. Terceiro colocado no concurso de "Mister China", Haitao tem 30 anos e 1.84m de altura. - Eslováquia: Trabalhando como modelo e ator pelos últimos dez anos, Michal Gajdosech de 28 anos ainda gosta de viajar e praticar kiteboarding and Hóquei no gelo em suas horas vagas. - Espanha: Alejandro Cifo possui formação em ciências do esporte e atividade física, o que o levou a trabalhar como personal trainer. Antes disso, o modelo já trabalhou como garçom em um pub. - Estados Unidos: Ator e modelo vivendo em Los Angeles, Cody tem 22 anos e já foi dublê no filme "Detroit". Ele é de Providence, Estado de Rhode Island e empreendedor desde os 15 anos. | - Filipinas: Yves Campos de 24 anos é enfermeiro e há cinco anos reside no Havaí. Praticante de musculação e CrossFit, Yves já tentou antes o título de "Misters of Filipinas", na edição de 2014. - Indonésia: Bacharel em Psicologia, Gilbert Pangalila tem 28 anos e 1.84m de altura. Modelo profissional, ele se tornou "Youth Ambassador of National HIV Awareness" em seu País. - Jamaica: Franz Christie é um famoso empreendedor, estilista e fashion designer jamaicano. Ele possui uma marca de roupas com seu nome e será o primeiro representante do seu País no concurso. - Japão: Eleito por concurso realizado em Kamakura, Takanori Uekusa tem 27 anos, foi criado por uma mãe solteira e já fez mochilão pela floresta amazônica, no Brasil, onde comeu jacaré. - Malta: Eleito por concurso, Justin Axiak tem 20 anos e trabalha como personal trainer. Considerado perseverante em suas metas, Justin estuda Educação física na University of Malta. - México: Além de modelo e peão de boiadeiro, Héctor Javier Parga Frias estuda Engenharia em Zootecnia e Sistema de produção na Universidade Autônoma de Chihuahua. - Peru: Debutante no concurso já que no ano passado retirou-se antes da final, o Peru é representado por Franklin Balarezo, dançarino profissional e estudante de Engenharia industrial. | - Polônia: Da pequena cidade de Łódź, Jan Dratwicki tem 20 anos e já representou seu País no Mister Internacional 2016. Foi convidado para ser o representante da Polônia nesta edição. - Porto Rico: Alexander Rivera Ortiz nasceu na pequena cidade de Cidra, em Porto Rico. O modelo é bacharel em Ciências Ambientais e participar de um concurso deste porte era um de seus objetivos. - República Checa: Um dos finalistas do concurso masculino Muž Roku, Roman Hein foi o substituto de Michal Žůrek. Ele tem 23 anos e é personal trainer. Está ansioso para participar do concurso. - Romênia: Com planos para o futuro de se tornar um policial, Mihai Pintilie de 22 anos e 1.82 é o sucessor de Catalin Brinza. Além de modelo, o romeno se considera bom na cozinha. - Suriname: Vencedor do concurso Mister Tropical Beauties Suriname, Arthur da Nóbrega Semoedi tem 23 anos e 1.81m de altura. Ele nasceu em João Pessoa, Estado da Paraíba, Brasil. - Tailândia: Aratch Wittayagone venceu o concurso nacional derrotando outros 75 candidatos ao título. Tem 24 anos e estuda negócios aéreos na Universidade Suan Dusit Rajabhat. - Venezuela: Primeiro candidato anunciado para a edição de 2017, Gabriel Correa estuda para se tornar um piloto de avião comercial. Ele trabalha como modelo e foi "Mister Venezuela" em 2015. |

### Candidatos em outros concursos
Candidatos com histórico em concursos:
| Mister International - 2013: Eslováquia - Michal Gajdošech (Top 10) - (Representando a Eslováquia em Jacarta, na Indonésia) - 2016: Polônia - Jan Dratwicki - (Representando a Polônia em Bancoque, na Tailândia) Mr Universal Ambassador - 2017: Indonésia - Gilbert Pangalila (4º. Lugar) - (Representando a Indonésia em Macáçar, na Indonésia) Man of the World - 2017: Gibraltar - Felix Bothén - (Representando Gibraltar em Manila, nas Filipinas) Mister Global Teen - 2016: Sri Lanca - Jason Pathum (3º. Lugar) - (Representando o Sri Lanca em Bancoque, na Tailândia) | Mister Grand International - 2017: Afeganistão - Hamid Noor (4º. Lugar) - (Representando a Alemanha em Manila, nas Filipinas) Man of the Year - 2016: Mianmar - Htoo Ant Lwin - (Representando Mianmar em Pekanbaru, na Indonésia) Mr. Gentleman International - 2017: Alemanha - Jan Laskowski (Vencedor) - (Representando a Dinamarca em Hamburg, na Alemanha) |

## Transmissão
O concurso foi transmitido para os seguintes países:
- Mundo - You Tube e Facebook Live
- Polônia - Polsat e Ipla.tv